# Daniele Nardello
Daniele Nardello (né le 2 août 1972 à Arcisate, en Lombardie) est un coureur cycliste italien. Professionnel de 1994 à 2009, il a notamment été champion d'Italie sur route en 2001 et a remporté le Championnat de Zurich (2003), deux étapes du Tour d'Espagne, et une étape du Tour de France 1998. Il s'est classé huitième de cette édition du Tour, puis septième de la suivante. Avec l'équipe d'Italie, il a participé à six championnats du monde sur route et aux Jeux olympiques de 2004. En 2016, Daniele Nardello est directeur sportif de la formation Équipe Exploit.

## Biographie
Daniele Nardello fait ses débuts dans le peloton professionnel dans l'équipe Mapei en 1994 avec laquelle il reste jusqu'en 2002, puis il signe dans l'équipe T-Mobile. Coureur très polyvalent, Daniele Nardello a toujours été considéré comme un outsider, souvent au service des chefs de file.
Il a cependant glané plusieurs victoires importantes. Le Varesino est devenu champion d'Italie en 2001. Il a remporté le Championnat de Zurich 2003 ou le Trofeo Laigueglia 2000. Nardello termine, également, trois fois dans les dix premiers le Tour de France (septième en 1999). Enfin il se classe cinquième du Tour des Flandres en 2001 et en 2002, classique avec Paris-Roubaix qu'il aimait énormément.
Nardello est un des rares coureurs de sa génération à ne pas avoir eu son nom cité dans une affaire de dopage, à l’exception des traces de corticoïdes décelées dans ses urines lors du Tour de France 1999 mais en quantité jugée à l'époque trop faible pour entrainer une sanction. 
Il termine 7e du Tour de France 1999 puis 10e du Tour de France 2000 et au vu du passif en matière de dopage des coureurs le précédant au classement général final, Lance Armstrong étant déchu de sa première place en 2012, plusieurs journalistes indiquent que Nardello serait le vainqueur théorique de ces deux éditions, bien que l'UCI décida de ne pas réattribuer le maillot jaune aux Tours de 1999 à 2005,.
Il met un terme à sa carrière en avril 2009, après avoir disputé le Tour des Flandres.
Ensuite, il embrasse la carrière de directeur sportif au sein de formations comme Footon ou Orica-GreenEDGE, l'équipe australienne étant basée à Gavirate, sur le lac de Varèse. Ces dernières années, il faisait partie de la caravane du Tour d'Italie.
En 2016, l'équipementier suisse "Assos" crée une équipe Espoir, nommée "Équipe Exploit", pour tester en condition de course ses nouveaux produits avant la mise sur le marché, il confie la direction sportive à Daniele Nardello.

## Palmarès et résultats

### Palmarès amateur
- 1990
  -  Champion d'Italie sur route juniors
  -  Médaillé d'argent du championnat du monde du contre-la-montre par équipes juniors
  - 4e du championnat du monde sur route juniors
- 1991
  -  Champion du monde militaire du contre-la-montre par équipes (avec Rossano Brasi, Nicola Giacomazzi et Cassano)
  - Coppa Pinot La Versa
  - Trofeo Paolin Fornero
- 1992
  - Coppa Colli Briantei Internazionale
  - Trofeo Sportivi Magnaghesi
  - 3e de la Coppa Giuseppe Romita
- 1993
  - Tour du Chablais
  - 2e de Monte Carlo-Alassio

### Palmarès professionnel
| - 1994 - Mazda Alpine Classic : - Classement général - 1 étape - 2e du Herald Sun Tour - 1995 - Paris-Bourges - 2e du Tour de Lombardie - 2e du Tour de Chine - 1996 - 1re étape du Circuit de la Sarthe - 12e étape du Tour d'Espagne - Milan-Turin - Grand Prix d'Europe (avec Fabio Roscioli) - 3e du Grand Prix Mendrisio - 4e du championnat du monde du contre-la-montre - 4e du Tour de Lombardie - 5e de la Japan Cup - 1997 - Tour d'Autriche - Classement général - 1re et 7e étapes - Critérium des Abruzzes - 2e du Tour des Apennins - 2e du Trophée Matteotti - 1998 - 13e étape du Tour de France - 3e étape du Grand Prix Guillaume Tell - 2e du championnat d'Italie sur route - 2e du Grand Prix Guillaume Tell - 2e du Tour du Piémont - 2e de la Japan Cup - 3e de la Coppa Bernocchi - 5e de la Classique de Saint-Sébastien - 8e du Tour de France - 1999 - 11e étape du Tour d'Espagne - Paris-Bourges - 3e de la Flèche brabançonne - 3e du championnat d'Italie sur route - 7e du Tour de France - 9e de l'Amstel Gold Race - 10e du championnat du monde sur route | - 2000 - Tour du Haut-Var - Trofeo Laigueglia - 5e étape du Tour d'Autriche - Duo normand (avec László Bodrogi) - Classement général du Circuit franco-belge - 3e du championnat d'Italie sur route - 3e de Paris-Tours - 7e du Tour de Suisse - 10e du Tour de France - 2001 - Champion d'Italie sur route - Tour du Haut-Var - 7e étape du Tour d'Autriche - 2e du Trofeo Laigueglia - 2e du Tour de Romagne - 3e du Tour du Danemark - 5e du Tour des Flandres - 2002 - Coppa Bernocchi - 2e du Grand Prix Bruno Beghelli - 3e du Tour de la Région wallonne - 5e du Tour des Flandres - 2003 - Championnat de Zurich - Tour de Rhénanie-Palatinat : - Classement général - 2e étape - 5e étape du Tour de Hesse - 2e du Grand Prix de Fourmies - 8e de Paris-Roubaix - 2004 - 2e du Grand Prix Fred Mengoni - 5e du Tour de Lombardie - 2007 - 2e du Grand Prix de Fourmies - 3e du Tour de Vénétie |  |

### Résultats sur les grands tours

#### Tour de France
8 participations
- 1997 : 18e
- 1998 : 8e, vainqueur de la 13e étape
- 1999 : 7e
- 2000 : 10e
- 2001 : 57e
- 2003 : 25e
- 2004 : 48e
- 2005 : 55e

#### Tour d'Espagne
5 participations
- 1996 : 15e, vainqueur de la 12e étape
- 1997 : abandon (20e étape)
- 1999 : 23e, vainqueur de la 11e étape
- 2005 : 44e
- 2006 : 50e

#### Tour d'Italie
5 participations
- 1995 : 53e
- 1996 : non-partant (13e étape)
- 2002 : 42e
- 2005 : abandon (11e étape)
- 2008 : 46e